# Club Baloncesto Málaga
O Club Baloncesto Málaga também conhecido como Unicaja Málaga é um clube profissional de basquetebol sediado na cidade de Málaga, Espanha que atualmente joga na Liga ACB e na Euroliga. Foi fundado em 1992 com a fusão de duas equipes da cidade,  Caja de Ronda e Mayoral Maristas, que disputavam a Liga ACB.
Em sua história conquistou 2 Ligas dos Campeões da FIBA (2024, 2025), 1 EuroCopa (2017), 1 Copa Korać (2001), 1 Liga ACB e três Copas do Rei.

## Uniforme
| Casa | Visitante |